# Niv Fichman
Pour les articles homonymes, voir Fichman.
Niv Fichman (en hébreu : ניב פיכמן  né en 1958, Tel Aviv-Jaffa) est un producteur, réalisateur, acteur et monteur canadien né en Israël.

## Filmographie

### Comme producteur
- 1982 : Zivjeli! To Life!
- 1985 : The Magnificat
- 1985 : All That Bach (TV)
- 1986 : Inner Rhythm
- 1986 : Blue Snake
- 1987 : World Drums
- 1987 : Ravel (TV)
- 1987 : Eternal Earth
- 1989 : The Top of His Head
- 1989 : A Moving Picture (TV)
- 1989 : For the Whales (TV)
- 1989 : Carnival of Shadows (TV)
- 1991 : John Wyre: Drawing on Sound
- 1991 : When the Fire Burns: The Life and Music of Manuel de Falla
- 1992 : Tectonic Plates
- 1992 : My War Years: Arnold Schoenberg (TV)
- 1993 : Concerto (feuilleton TV)
- 1993 : Thirty Two Short Films About Glenn Gould
- 1993 : The Sorceress (TV)
- 1994 : Satie and Suzanne
- 1994 : The Planets (TV)
- 1994 : Fanfares
- 1995 : The Music of Kurt Weill: September Songs (TV)
- 1995 : Dido & Aeneas
- 1996 : Long Day's Journey into Night (en)
- 1997 : Yo-Yo Ma Inspired by Bach (série TV)
- 1997 : The War Symphonies: Shostakovich Against Stalin
- 1997 : A Tale of Tanglewood (TV)
- 1997 : Solidarity Song: The Hanns Eisler Story (TV)
- 1997 : Bach Cello Suite #2: The Sound of Carceri
- 1997 : Bach Cello Suite #1: The Music Garden
- 1997 : Bach Cello Suite #4: Sarabande
- 1997 : Bach Cello Suite #3: Falling Down Stairs
- 1997 : Bach Cello Suite #6: Six Gestures
- 1997 : Bach Cello Suite #5: Struggle for Hope
- 1998 : Last Night
- 1998 : Le Violon rouge
- 2000 : A Word from the Management
- 2000 : This Might Be Good
- 2000 : See You in Toronto
- 2000 : Prelude
- 2000 : The Line
- 2000 : The Heart of the World
- 2000 : Foreign Objects (série TV)
- 2000 : Don Giovanni Unmasked (TV)
- 2000 : Congratulations
- 2000 : Camera
- 2000 : 24fps
- 2000 : Legs Apart
- 2001 : Tuscan Skies ~ Andrea Bocelli ~ (TV)
- 2001 : Ravel's Brain
- 2002 : Countdown
- 2002 : La Voie du destin (Perfect Pie)
- 2003 : The Firebird (TV)
- 2003 : Elizabeth Rex (TV)
- 2003 : An Idea of Canada
- 2003 : The Saddest Music in the World
- 2003 : Slings and Arrows (série TV)
- 2004 : Clean
- 2004 : Childstar
- 2005 : Snow Cake
- 2005 : Beethoven's Hair (TV)
- 2005 : Five Days in September: The Rebirth of an Orchestra (TV)
- 2005 : My Dad Is 100 Years Old
- 2006 : Mozartballs (TV)
- 2008 : L'Aveuglement
- 2011 : Hobo with a Shotgun de Jason Eisener
- 2012 : Antiviral de Brandon Cronenberg
- 2013 : Enemy (An Enemy) de Denis Villeneuve
- 2017 : Charles Dickens, l'homme qui inventa Noël (The Man Who Invented Christma) de Bharat Nalluri
- 2023 : BlackBerry de Matt Johnson :
- 2023 : Seven Veils d'Atom Egoyan

### Comme réalisateur
- 1982 : Zivjeli! To Life!
- 1986 : Inner Rhythm
- 1986 : Blue Snake
- 1987 : World Drums
- 1991 : John Wyre: Drawing on Sound
- 1997 : Yo-Yo Ma Inspired by Bach (série TV)
- 1997 : Bach Cello Suite #5: Struggle for Hope

### Comme acteur
- 2004 : Childstar : Audience

### Comme monteur
- 1985 : Pitchmen